# Longanza Kamimbaya
Longanza Kamimbaya, née le 12 décembre 1960 à Kinshasa, est une joueuse congolaise (RDC) de basket-ball. Elle est surnommée  Petit Poisson.

## Carrière
Née sous le nom de Marie Claire Longanza Kamimbaya, elle a marqué une carrière de 20 ans, de 1978 à 1998, remportant de nombreux titres notamment avec l’équipe nationale du Zaïre actuel République démocratique du Congo.
Son surnom de « Petit Poisson » lui vient de sa petite taille dans sa jeunesse, d’où l’expression « Petit poisson deviendra grand ».

### Jeunesse et début de carrière
Elle apprend à jouer au basket grâce à sa voisine Doumbé alors qu'elle étudiait au Lycée Sacré coeur.

### En club
Elle commence sa carrière en 1977 au handball avant de passer au basket en 1978 avec le BC Aisy de Limete en D2, puis au BC Lisano. En 1981, elle a fait partie des premières joueuses à rejoindre le BC Ika. Avec ce club elle a remporté la coupe du Zaïre en 1988 en battant le BC Tourbillon en finale. Elle a également évolué au BC V Club en 1993 et a permis au club kinois de remporter sa première coupe du Zaïre. En 1998, lors de sa dernière année de carrière, elle est retournée dans son ancien club Air Zaïre devenu Azur avant de mettre un terme définitif à sa carrière qui aura duré 20 ans.
Elle a mis fin à sa carrière à l’âge de 38 ans.

### En sélection nationale
En équipe nationale, elle a brillé dès ses débuts en 1981 à la coupe d’Afrique où le Zaïre a atteint la finale, s’inclinant face au Sénégal. Lors de cette compétition, elle a été désignée meilleure buteuse. En 1983, l’équipe féminine du Zaïre a remporté la coupe d’Afrique avec elle comme sacrée MVP et meilleure marqueuse pour la deuxième fois avec 130 points,,. Elle a également participé à la première coupe du monde disputée par le Zaïre cette même année. En 1984, malgré une finale contre le Sénégal après une bagarre générale, le Zaïre a perdu par forfait. En 1986, elle a remporté à nouveau la coupe d’Afrique disputée au Mozambique.
En 1987, l’équipe zaïroise a brillé en remportant les Jeux d’Afrique Centrale à Brazzaville et les Jeux Africains. En 1989, lors des premiers Jeux de la Francophonie au Maroc, elle s’est fracturé la jambe lors d’un match contre le Maroc. Après une pause de six mois, en 1990, le Zaïre a perdu en finale de la coupe d’Afrique face au Sénégal. En 1991, le Zaïre a décroché la troisième place aux Jeux Africains en Égypte. En 1993, l’équipe zaïroise a terminé quatrième de la coupe d’Afrique. En 1994, avec un renouvellement de l’équipe et l’émergence de Youyou Mwadi, elle a remporté sa dernière coupe d’Afrique en battant le Sénégal en finale avec 20 points d’écart.
Après la Coupe du Monde de basket en Allemagne en 1998, elle a mis un terme à sa carrière en raison des complications liées à sa blessure survenue en 1989 au Maroc. Elle avait alors 38 ans. En reconnaissance de ses services rendus au basket-ball, elle a reçu le Panier d’Or de la FIBA à deux reprises en 1999.

## Palmarès

### En club

#### BC Ika
- Coupe du Zaïre
  - Championne (1) : 1988

#### BC Vita Club
- Coupe du Zaïre
  - Championne (1) : 1993

### En sélection nationale
- Afrobasket
  - Championne (3) : 1983, 1986, 1994[6]

- Jeux Africains
  -  Médaille d'Or (1) : 1987
  -  Médaille de bronze (1) : 1991

- Jeux d’Afrique Centrale :
  -  Médaille d’Or (1) : 1987

### Distinctions personnelles
- Championnat d'Afrique féminin de basket-ball
  - Meilleure marqueuse : 1981, 1983
  - Meilleure joueuse : 1983
- Panier d’Or de la FIBA : 1999
- Mérite de la chancellerie : 1983

### Note
1. ↑  Le club est ensuite rebaptisé BC Anongo, BC Air Zaïre, BC Safricas et BC Azur.